# 源氏釈
『源氏釈』（げんじしゃく）は、『源氏物語』の注釈書である。藤原伊行（ふじわらのこれゆき）によって平安時代末期に著された現存する最も古い『源氏物語』の注釈書であり、『弘安源氏論議』においても『源氏物語』の注釈の始まりは「宮内少輔が釈」と呼ばれている本書であるとされている。これに続く『源氏物語』の注釈書である藤原定家の『奥入』においても『源氏釈』は非常に重要視されており、数多く引用されている。但し常に従っているわけではなく、批判を加えている部分もある。

## 概要
『源氏釈』はもともとは独立した注釈書ではなく、藤原伊行が所有する『源氏物語』の写本に頭注、傍注、付箋などの形で書き付けていった注釈を、改めて一冊にまとめたものと考えられている。現在のような形で1冊にまとめたのが伊行自身なのか、後人の手によるものなのかについては、両説が存在する。藤原伊行の注釈は後世の注釈書に数多く引用されているが、「源氏釈」のほか「源氏物語釈」、「源氏あらはかし」、「源氏あらはし」（「あらはかし」や「あらはし」とは不明な部分を明らかにすることを意味するものであると考えられている。）などさまざまな書名で呼ばれており、「伊行釈」「伊行朝臣釈」「伊行朝臣勘」「伊行勘」「伊行」などとして書名を記さない形で引用されることも多い。これは本書が一定の書名を持っていなかったためであるとする見解と、本書が一冊の注釈書になる前の原型である写本に付記された注記から直接引用された場合があるからであるとする立場とが存在する。藤原伊行の父藤原定信が死去した1156年（保元元年）には完成していたと見られる。

## 内容
現存する『源氏釈』の写本ではまず巻名を挙げ、巻名に数字を書き加えている。ここに挙げられている巻名・数え方・巻序については現在の一般的なものと比べて、
- 並びの巻は数えておらず、全37帖になっている（これは中世以前の『源氏物語』の古注釈ではよく行われた数え方である）。
- 「真木柱」の後に現在の『源氏物語』には見られない「さくらひと」なる巻の存在が示されており、「この巻はある本もあり無い本もある」とされながらも、その本文とされるものが13項目にわたって引用され、注釈が加えられている。「桜人」の巻は「蛍」巻の次にあるとされている。
- 「若菜」は上下で1巻に数えている。
- 「雲隠」に相当する部分は存在しないものの、その前後が「二十五 まぼろし」「二十七 にほふ兵部卿」と開いているため、おそらく欠落したと考えられる。
- 「三十六 夢浮橋」の後に続く巻として、「夢浮橋」の異名とされることのある「三十七 のりのし」（法の師）なる名前の巻が巻名のみ挙げられている。池田亀鑑はこれを次のように推測している[4]。
  - 「総角」を「椎本」の並びの巻にしてしまい、巻序を示す数字を書かなかったため、最終巻である「夢浮橋」の数字が三十六になってしまった。
  - そこで、元々「夢浮橋」の異名であった「法の師」に「三十七」という数字を振って、『源氏物語』全巻の巻数を37としたのではないか。

といった特徴がある。
巻名の後に注釈の対象となる部分の本文を引用し、その後に注釈を書き記す形を取っている。『源氏釈』に引用されている本文は青表紙本や河内本が成立する以前の本文であり、紫式部の自筆本に近い可能性のある重要な本文であるとされており、引用されている本文には別本とされている陽明文庫本に近いものがあることが指摘されている。
書かれている注釈の大部分は引歌や引詩の出典、史実の典拠を示したものであり、藤原伊行とほぼ同時代の歌人である藤原俊成によって「源氏見ざる歌詠みは遺恨の事なり」とされ、歌作りにおいて重視された当時の『源氏物語』の受け取られ方を反映していると考えられる。

## 主要な写本
本書は「『源氏物語』の注釈の始まり」ともされる『源氏物語』の注釈史の中で重要な書物でありながら、現存する写本は極めて少ない。主要な写本としては以下のようなものがある。写本の勘物の形で存在する吉川本を除いていずれも全1巻。この他に十数葉の断簡の存在が確認されている。
- 北野本（九曜文庫本）
もと高野辰之の所蔵。のち北野克の所蔵となりこの時期に同人によって広く紹介された。後早稲田大学名誉教授の中野幸一のものとなり、同人の個人コレクション九曜文庫に入った。現九曜文庫蔵。全部で8葉のみ残存しており、末摘花の後半から紅葉賀の頭の一部のみに相当するが、その中にも脱落している部分がある。『源氏釈』の中では最も原初的な形態であると見られており、注釈書と梗概書と巻名歌集との性格を併せ持つ。表題も奥書も無いため本来の書名は不明であり、かつては北野克によって命名された「末摘花・紅葉賀断簡」と呼ばれていた。田坂憲二によって梗概書の中でも鎌倉時代と見られる書写時期の古い『源氏古鏡』（佐佐木信綱旧蔵・現天理図書館蔵本）との近親性が注目されたが[6]、近年になって『源氏釈』の一伝本であることが明らかにされた[7]。
- 書陵部新出本
『源氏物語注釈』なる書物に所収されている「源氏或抄物」と題されている写本。近年になって伊井春樹によって見いだされた[8]。
- 冷泉家本（冷泉家時雨亭文庫蔵本）
「源氏物語釈」と題されている。冷泉家時雨亭文庫の蔵書調査の中で見いだされた、鎌倉期の書写と見られる写本。宮内庁書陵部蔵本の祖本でありほぼ完本である。「第一次本」と呼ばれる系統の代表的な写本。
- 宮内庁書陵部本
「源氏物語釈」と題されている。「巻子本」「桂宮本」とも呼ばれる。冷泉家本を江戸時代初期に転写したと見られるもの。桐壺帖から明石帖までしか残っていない。
- 前田家本 前田育徳会尊経閣文庫本
伝二条為定筆本。鎌倉時代の写本。わずかな欠落（明石から澪標にかけて一葉と蓬生の一葉）はあるものの完本である。「第二次本」ないし「増補本」と呼ばれる系統の代表的な写本で。
- 吉川本
『源氏物語』の写本『吉川本源氏物語』の各巻巻末に書かれた勘物の形で存在する。前田家本と似た内容を持っており、注釈を加えている場所について比べたときの一致率は約92%とされている[9]
- 都立日比谷図書館所蔵本
大津有一によってその存在が報告されたものである[10]。前田家本の約1.7倍の分量を持つ。「伊行源氏釈」の表題を持つ『源氏物語』の注釈書の写本であるが、内容は通常の『源氏釈』とは大きく異なっており、『花鳥余情』などの影響が強く見られることから本書の内容自体は室町時代中期以降の成立であり、他の『源氏釈』と共通するように見える部分は『河海抄』など後世の注釈書を経由してたまたま共通しているように見えるに過ぎないとされる。本写本自体は江戸時代の成立と見られる。

現行の写本では、それぞれの写本ごとの異なりが非常に大きく、同じ部分に対して全く異なる注釈を加えている。伊井春樹は伊行自身による大幅な改訂が行われたためであるとしており、冷泉家本を第一次本、前田家本を第二次本であるとしている。『源氏釈』は『奥入』以降のさまざまな注釈において引用されることが多いが、「伊行釈」「伊行」などと書名を記さない形で引用されるときに現行の写本のいずれにも含まれないものも多いため、伊行自身による改訂のほかに別人が独立した注釈書にするために編纂するに当たって大幅な内容の取捨選択が行われたと考える説もある。

## 翻刻本
- 渋谷栄一『源氏物語古注集成第16巻 源氏釈』おうふう、2000年（平成12年）。 ISBN 4-273-03128-0
前田家本、冷泉家本、宮内庁書陵部本などを比較掲載している。

個別の写本の翻刻本
- 北野本（九曜文庫本）
中野幸一・栗山元子編『源氏釈・奥入・光源氏物語抄』源氏物語古註釈叢刊第一巻、武蔵野書院、2009年（平成21年）9月30日。 ISBN 978-4-8386-0236-0
- 書陵部新出本
伊井春樹「資料篇 宮内庁書陵部蔵「源氏物語注釈」所収『源氏或抄物』(源氏釈)」紫式部学会編『 古代文学論叢 第4輯 源氏物語と和歌　研究と資料』 武蔵野書院、1974年（昭和49年）。
- 冷泉家本
冷泉家時雨亭文庫編『冷泉家時雨亭叢書 第42巻 源氏釈』朝日新聞社、1999年（平成11年）8月 ISBN 4-02-240342-X
中野幸一・栗山元子編『源氏釈・奥入・光源氏物語抄』源氏物語古註釈叢刊第一巻、武蔵野書院、2009年（平成21年）9月30日。 ISBN  978-4-8386-0236-0
- 前田家本
池田亀鑑編著『源氏物語大成 13 資料篇』中央公論社
- 吉川本
稲賀敬二「岩国吉川家蔵源氏物語巻末勘物翻刻」『源氏物語の研究　成立と伝流』笠間書院、1967年（昭和42年）9月、pp.. 541-575。
- 都立中央図書館本
源氏物語探究会編『源氏物語の探究 第3輯』風間書房、1977年（昭和52年）。